# Maruia Falls
Die Maruia Falls sind durch die Folge eines Erdbebens entstandene Wasserfälle in der Region Tasman auf der Südinsel von Neuseeland.

## Geographie
Die Maruia Falls befinden sich im Verlauf des Maruia River, 9 km südsüdöstlich dessen Mündung in den Buller River. Die Wasserfälle erstrecken sich über eine Breite von 130 m und besitzen eine Fallhöhe von rund 10 m.

## Entstehung
Die heutigen Wasserfälle, die in Folge eines Erdbebens entstanden, das am 17. Juni 1929 stattfand und als Murchison earthquake von 1929 in die Geschichte Neuseelands einging, bildeten sich erst durch einen veränderten Flussverlauf und nach und nach heraus.
Ein durch das Beben ausgelöster Erdrutsch blockiert am Morgen des besagten Tages den Fluss und staute diesen über zwei Tage zu einem 4,8 km langen, 150 m breiten und bis zu 15 m tiefen See, mit einem geschätzten Wasservolumen von 2,9 Mio. m³ auf. Da der frühere Flussverlauf durch einen Teil des Abgangs von ca. 5 Mio. m³ Erd- und Gesteinsmaterial verschüttet war, suchten sich die Wassermassen nach zwei Tagen einen neuen Weg etwas weiter westlich in einem ehemaligen Flussbett und formten so einen neuen Flussverlauf. Der Wasserfall in seiner heutigen Form entstand erst nach und durch Erosion, denn Tage nach dem Erdbeben betrug der Höhenunterschied lediglich einen Meter, den der Fluss zu überwinden hatte. Nach einem Jahr betrug die Fallhöhe des Wasserfalls bereits 5 m und im Jahr 2000 wurde eine Fallhöhe von 10 m ermittelt.
Durch den Erdrutsch kam eine dreiköpfige Familie ums Leben.